# Jeż i zając

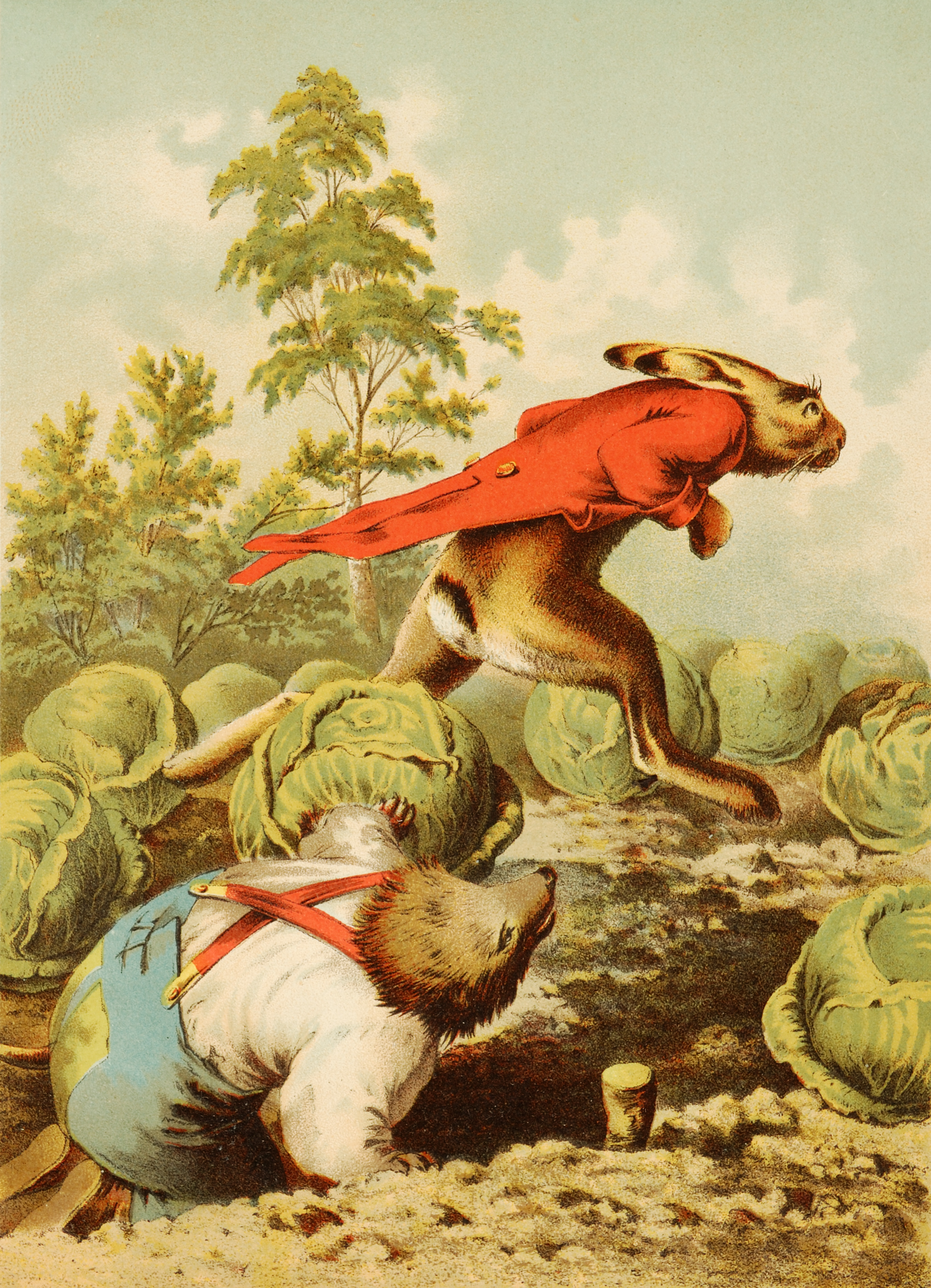
Ilustracja do baśni

Jeż i zając (Der Hase und der Igel) – niemiecka baśń ludowa opublikowana w 1840 roku przez Wilhema Schrödera w Hannoverschen Volksblatt, a w 1843 roku przez braci Grimm w piątym wydaniu ich zbioru Baśni (tom 2, nr 187)

## Treść według braci Grimm
Baśń zaczyna się od wypowiedzi narratora, który zwracając się do czytelników - dzieci, zapewnia, że opowiadana przez niego historia jest prawdziwa, wydarzyła się w miejscowości Buxtehude, po czym rozpoczyna opowieść.
Pewien jeż wybrał się na spacer. Spotkał zająca, który zaczął naśmiewać się z jego nóg. Oburzony jeż zaproponował zakład: mieli się ścigać, a zwycięzca miał wygrać butelkę brandy (w innych wydaniach wódki) i złotą monetę. Przed wyścigiem jeż wrócił do domu i opowiedział o wszystkim żonie. Żona jeża wyraziła niezadowolenie z głupiego zakładu, ale jeż miał plan. Rzekł do żony:
"Będziemy się ścigać na tym długim polu. Zając będzie biegł w jednej bruździe, a ja w drugiej, a tam zaczniemy. Nie musisz nic robić, jak tylko stanąć z tyłu w tamtej bruździe, a gdy zając wyjdzie ze swojej, zawołaj mu z naprzeciwka, "Już tu jestem!"".
Kiedy na miejsce przybył zając był pewien zwycięstwa. Gdy wystartowali, jeż przebiegł parę kroków i ukrył się. Gdy zając w pełnym biegu dopadł drugiego końca pola, żona jeża, która tam stała zawołała do zająca: "Już tu jestem!". Ponieważ żona jeża była podobna do męża, zając był przekonany, ze przegrał wyścig. Zażądał rewanżu i biegu do miejsca skąd wystartowali. Żona jeża wyraziła zgodę i znów wystartowali. Tym razem na końcu pola wyszedł mu na spotkanie jeż i zawołał, że już tu jest. Zając zażądał kolejnej próby, i biegał tak siedemdziesiąt trzy razy. Za siedemdziesiątym czwartym padł ze zmęczenia na ziemię w połowie pola. Od tego czasu już żaden zając nie chciał się ścigać z jeżem.
Na zakończenie narrator przytacza dwa morały płynące z baśni:
"po pierwsze: nikomu, choćby nie wiem, jakim był dostojnym panem, nie wolno pokpiwać sobie z mniejszego, choćby nawet to był jeż. A po drugie, że to dobrze, gdy ktoś bierze sobie żonę z tego samego stanu, która wygląda tak samo jako on. Więc kto jest jeżem, niech sobie bierze żonę z jeżowego gatunku".

## Ekranizacje
- Baśnie braci Grimm (Zając i Jeż – odcinek 17, seria 2) – japoński serial animowany (1987-1988)
- Baśnie Braci Grimm: Simsala Grimm (odcinek 29, seria 3) – niemiecki serial animowany z lat 1999-2000